# 奧切列季涅
奥切列季涅（羅馬化：Ocheretyne），又譯奧切雷蒂内，或按俄语译为奥切列季诺，是烏克蘭東部頓涅茨克州波克羅夫斯克區奥切列季涅市镇的鎮及其行政中心。距離州首府頓涅茨克23公里，始建於1880年，海拔高度233米，2013年人口3,686。
俄罗斯入侵乌克兰期间，在2024年2月阿夫迪伊夫卡淪陷后，奥切列季涅成为乌军防线的前沿城镇；随后俄军于4月16日攻入奥切列季涅，并于随后几天里占据该镇大半。4月27日，乌方声称俄军占据奥切列季涅部分城区，双方的战斗还在进行中。4月28日，衛報報道稱俄羅斯軍隊佔領了奥切列季涅及其鄰近的兩個定居點，俄羅斯國防部则於5月5日證實了这一进展。

## 人口
2001年烏克蘭人口普查时居民的母语分布：
- 乌克兰语 44.67%
- 俄语 54.52%
- 亚美尼亚语 0.25%
- 罗姆语 0.22%
- 德语 0.07%
- 白俄罗斯语 0.05%
- 波兰语和罗马尼亚语 0.02%